# La gioventù di Cesare
La gioventù di Cesare è un'opera in due atti di Stefano Pavesi, su libretto di Felice Romani. La prima rappresentazione ebbe luogo al Teatro alla Scala di Milano nella primavera del 1817.

## Interpreti della prima rappresentazione
| Personaggio   | Vocalità  | Interprete                  |
| ------------- | --------- | --------------------------- |
| Giulio Cesare | tenore    | Savino Monelli              |
| Tullo         | basso     | Filippo Galli               |
| Gigi          | contralto | Teresa Belloc-Giorgi        |
| Nicanore      | basso     | Vincenzo Botticelli         |
| Megistone     | tenore    | Giovanni Antonio Biscottini |
| Termuti       | contralto | Teresa Gallianis            |
| Zosmia        | soprano   | Elena Badoera               |
| Lentulo       | N.N.      | N.N.                        |

## Trama
L'azione succede nell'isola di Farmacusa

### Atto I
I pirati di Farmacusa ritornano in patria dopo aver sconfitto i romani e fatto grande bottino, ma il loro capo, Nicanore, appare molto pensieroso: infatti, pur essendo già promesso sposo a Termuti, egli si è innamorato di una bella schiava romana, Gigi, che per sfuggire alla cattura si è gettata in mare. Mentre i vincitori sfilano col bottino, approda pure un giovane Cesare, che cerca di consolare i suoi compagni di prigionia e sfida con audacia i pirati. Nicanore, Termuti, e l'altro capo dei pirati, Megistone, notano il coraggio del giovane, mentre questi vieni condotto con gli altri prigionieri nelle carceri. Per sfuggire alla promessa sposa, Nicanore adduce la scusa di voler rimanere in spiaggia di ronda; nel frattempo, approda miracolosamente alla spiaggia uno schiave di Cesare e amante di Gigi, Tullo, sfuggito all'assalto dei pirati, che ironicamente ringrazia Giove d'averlo salvato dall'annegamento solo per farlo approdare in un'isola sconosciuta a morire di fame. Ma egli viene subito consolato dalla scoperta che anche la sua bella è approdata sull'isola, e i due subito si riuniscono con gioia. I due però vengono scoperti da Nicanore con la ronda di pirati, i quali riconoscono in loro i due schiavi sfuggiti alla cattura, e in particolare Nicanore ravvisa in Gigi l'oggetto del suo desiderio, creduto perduto. Colto da gioia, il pirata assicura a Gigi che verrà trattata con ogni riguardo, mentre spedisce Tullo ai pubblici lavori. Intanto Megistone annuncia a Cesare che il riscatto per la sua libertà sarà più alto di quello di ogni altro prigioniero, poiché appare come uomo di valore, e lo imposta a venti talenti; il giovane con audacia lo alza a cinquanta, assicurando il proprio nemico che sarà compito dei suoi seguaci procurarseli; partito, giunge Nicanore, che reca i due schiavi, e subito Megistone rimane anch'egli attirato da Gigi, che per proteggere il proprio amato Tullo presenta questi come suo fratello, mentre cerca di barcamenarsi fra le avances dei due pirati, con l'aiuto di Tullo che mette in guardia i due sostenendo che la propria sorella odia tutto il genere mascolino. Irritati dalla presenza dello schiavo, Nicanore e Megistone dispongono che vada a fare il facchino, ma questi viene salvato dal pronto arrivo di Cesare, che riconosce Tullo come suo schiavo e se lo fa consegnare, mentre Gigi viene affidata a Zosmia, la guardiana delle schiave dei pirati. Il giovane romano sfida i due pirati, sostenendo che i suoi seguaci stanno giungendo col riscatto, e pretendendo dunque libertà immediata per sé e per i suoi, intimando Nicanore e Megistone di non abusare di Gigi. Questi però non sono impressionati, e rispondono con sdegno a Cesare, che annuncia loro la prossima rovina, per poi partire. Intanto Termuti incontra Gigi, e l'accusa di aver sedotto Nicanore; la schiava le risponde di non avere alcuna intenzione di sottrarle lo sposo, e che fu dunque solo colpa della sua bellezza. Colpita da questa risposta coraggiosa, Termuti minaccia Gigi, giurandole di non esitare a colpirla con tutto il potere che ha in Farmacusa se cederà alle avances di Nicanore. Alla sera, i pirati si riuniscono per festeggiare la recente vittoria; alla celebrazione sono presenti anche Cesare, curioso di assistere ai costumi locali, e Tullo, che invece ha solo una gran voglia di bere. I pirati intonano un inno barbaro, deriso da Cesare, Gigi, e Tullo, che in risposta intonano un inno a Venere, che si dimostra soporifero per i pirati. Mentre questi continuano a bere, Zosmia si avvicina a Gigi, e temendo per le brutalità che i pirati ubriachi potrebbero compiere sulla giovane, la porta via; ma questo in realtà è un disegno di Nicanore, che ha assoldato la donna per potersi appartare con Gigi. Tuttavia, questi viene notato da Megistone, e anche da Tullo, che con un impeto di gelosia ferma Zosmia. Scoperto il piano, Nicanore si getta su Gigi e le impone di seguirlo, alché Megistone gli rammenta gli affetti di Termuti e pretende la schiava per sé. Mentre quest'ultima si infuria col suo promesso sposo per la sua manifesta infedeltà, Nicanore la ignora e si prepara a un duello all'ultimo sangue con Megistone, fermato in extremis da Cesare, che dichiara che Gigi è una sua schiava, e chiunque oserà sfiorarla dovrà vedersela col suo furore. I pirati meditano vendetta contro il giovane prigioniero, mentre Tullo e Gigi rimangono estasiati al coraggio del loro signore.

### Atto II
Per fare buon viso a cattivo gioco, Nicanore e Megistone hanno permesso che Gigi andasse ad albergare con Tullo, sotto sorveglianza di Zosmia. Dato che questa non decide ad addormentarsi, e dunque lasciare ai due amanti la possibilità di stare assieme, questi decidono di fingere di dormire, così da far addormentare pure la loro guardiana e togliersela di torno. Giunge però Termuti con Cesare, che manda via Zosmia e annuncia ai prigionieri di offrir loro la libertà con una fuga notturna, con l'intento di togliersi la rivale di torno. Il giovane romano rifiuta però l'offerta, ricusando di fuggire di nascosto con viltà. Tullo e Gigi, desiderosi di fuggire, cercano di convincere Cesare, che però rimane impassibile, mentre Termuti rimane contrariata dall'eccesso di virtù del giovane. Fallito il suo progetto, la donna si fa giurare da Zosmia di tenere Gigi lontana da Nicanore; la guardiana però, partita Termuti, si dichiara pronta a favorire i desideri di Nicanore se verrà adeguatamente pagata. Intanto giunge Megistone, che intende prevenire Nicanore e prendersi per sé Gigi, e cerca di approcciare la ragazza alla presenza di Tullo, generando un gran baccano che attira Nicanore, alché scoppia l'ennesimo alterco fra i due pirati, placato stavolta da Gigi, sostenendo di non volere un amante facile preda dell'ira. Megistone e Nicanore dunque giurano alla giovane di aspettare serenamente il momento in cui sceglierà uno dei due. Megistone però prova ad accordarsi con Termuti, annunciandole che ben presto Nicanore tornerà da lei e che lui stesso avrà la mano di Gigi. La donna però non si fida, e rinnova la proposta a Cesare, supplicandolo quanto meno di far fuggire la schiava, raccontando al giovane il suo destino da promessa sposa delusa. Cesare, commosso, acconsente, e Termuti, colma di gioia, loda la bontà del cuore romano. Partita questa, Cesare ode delle grida: sono state avvistate delle vele romane. Riconoscendo in queste le navi dei suoi seguaci, guidati da Lentulo, Cesare si prepara alla vendetta contro i pirati. Nel frattempo Tullo è riuscito ad accordarsi con Termuti di fuggire con Gigi, e i due si rincontrano al varco per la fuga. Tullo accusa l'amante di aver cercato di abbandonarlo fra i pirati, ma Gigi, piangendo con sincerità, gli giura che non avrebbe potuto fare nulla. I due quindi alla fine si riconciliano, ma si nascondono subito in una grotta quando giungono Nicanore e i pirati, sconfitti dai seguaci di Cesare, venuti a nascondere i propri tesori. I due vengono però scoperti, e Nicanore in un ultimo atto disperato cerca di prendere con sé Gigi, che svela d'essere l'amante di Tullo. Nicanore, furioso, fa dunque per uccidere lo schiavo, ma viene prontamente disarmato dall'arrivo di Lentulo e dei Romani, che annunciano ai due amanti che Cesare, unitosi alla pugna, è in trionfo come vincitore, mentre Nicanore viene trascinato via in catene disperato. Vengono dunque portati al cospetto dell'eroe romano Termuti e Zosmia incatenate, col capo dei pirati: Cesare, con somma generosità annuncia di voler dar saggio della clemenza romana, e dunque di liberare i prigionieri sconfitti. Tutto elogiano l'eroe, mentre l'isola dei pirati cade in cenere.

## Struttura musicale
- Sinfonia

### Atto I
- N. 1 - Introduzione Salve, compagni siamo (Coro, Termuti, Megistone, Nicanore, Cesare)
- N. 2 - Cavatina Messer Giove, obbligatissimo! (Tullo)
- N. 3 - Duetto Su veloce, o caro, ascendi (Gigi, Tullo)
- N. 4 - Aria Ai coraggiosi, ai forti (Nicanore, [Gigi, Tullo])
- N. 5 - Quartetto Di piacer a due campioni (Gigi, Nicanore, Megistone, Tullo)
- N. 6 - Aria Contemplate il mio sembiante (Cesare)
- N. 7 - Duetto Se dai retta a quell'infido (Termuti, Gigi)
- N. 8 - Finale I Cogli evviva, coi canti di gloria (Coro, Termuti, Nicanore, Cesare, Tullo, Gigi, Megistone, Zosmia)

### Atto II
- N. 9 - Terzetto D'una vaga pescatrice (Zosmia, Tullo, Gigi)
- N. 10 - Quartetto Se grato cor ti serbi (Cesare, Termuti, Tullo, Gigi)
- N. 11 - Aria Chi può, chi può resistere (Zosmia)
- N. 12 - Quartetto Siete folli se pensate (Gigi, Tullo, Nicanore, Megistone)
- N. 13 - Duetto La pace, il riposo (Termuti, Cesare)
- N. 14 - Aria L'inevitabile (Cesare)
- N. 15 - Quartetto Brava! / Bravo! (Tullo, Gigi, Coro, Nicanore, Lentulo)
- N. 16 - Finale II Serbate o Dei pietosi (Coro, Nicanore, Termuti, Cesare, Tullo, Gigi, Zosmia, Lentulo)